# Motorsegler
Motorsegler (auch Motorsegelflugzeuge) sind nach den Regelungen der Europäischen Union Flugzeuge, die mit einem oder mehreren Triebwerken ausgerüstet sind und bei abgestellten Triebwerken die Eigenschaften eines Segelflugzeugs aufweisen. Damit sind mit diesen Flugzeugen grundsätzlich alternativ die Betriebsarten Motorflug und Segelflug möglich. Sie stellen in Deutschland, Österreich und der Schweiz eine eigene Luftfahrzeugklasse dar. Entsprechende Maschinen tragen Luftfahrzeugkennzeichen, die mit D-K…, OE-9… oder HB-2… beginnen.
Motorsegler lassen sich unterscheiden in Reisemotorsegler (engl. Touring Motor Glider) und Segelflugzeuge mit Hilfsmotor. Daneben gibt es ultraleichte Motorsegler, die in Deutschland als Ultraleichtflugzeuge gelten und der Luftfahrzeugklasse der Luftsportgeräte angehören. Die Motorisierung erfolgt durch Kolbenmotoren (z. B. von Limbach, Sauer, Stihl, Nissan, Solo, BMW oder Rotax), durch Wankelmotoren (z. B. Midwest mit einer Leistung von ca. 35 bis 115 PS) oder durch Elektromotoren (z. B. in der Schleicher ASG 32).

## Geschichte

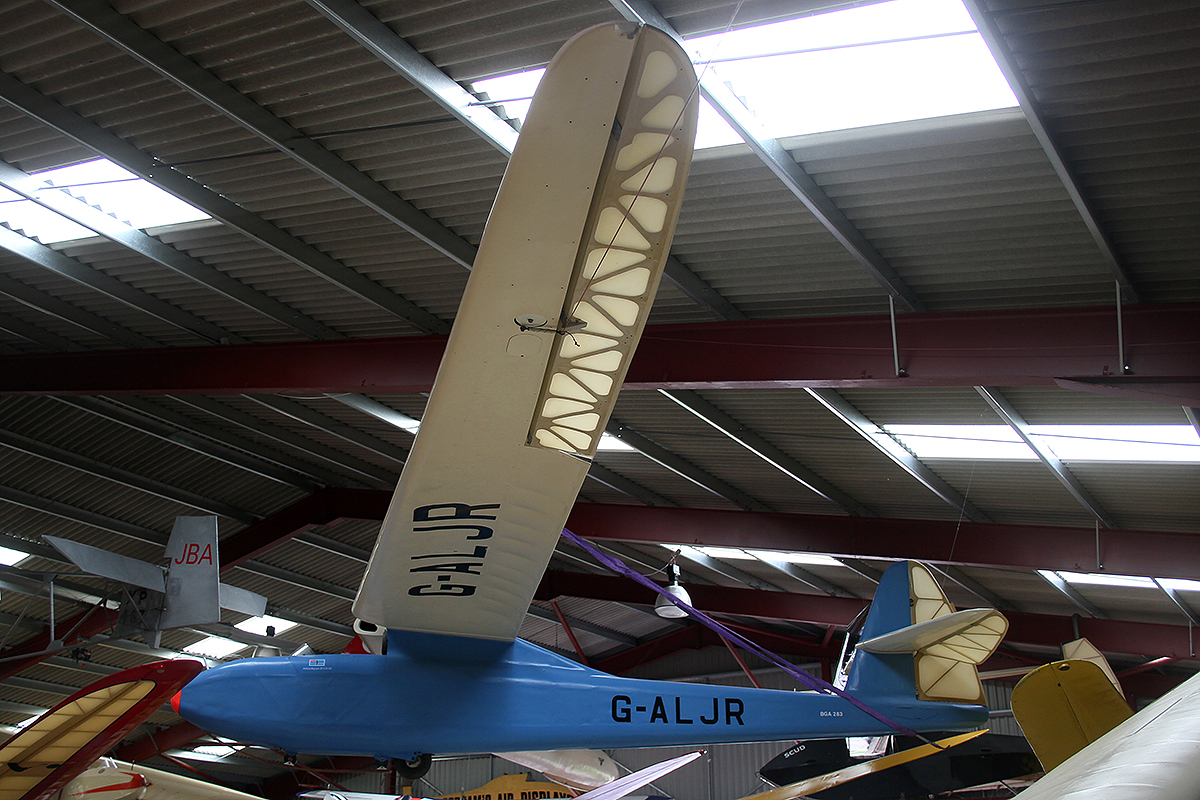
Eigenstartfähiger Motorsegler Scud III – Entwickelt 1935

Nach dem Aufkommen leichter Flugzeuge in den 1920er Jahren, wie den Flugzeugen der Firma Leichtflugzeugbau Klemm, wurden von Seiten der Piloten und Entwickler deutscher Segelflugzeuge erste Überlegungen zur Motorisierung angestellt. Arthur Martens, Gottlob Espenlaub und Willy Messerschmitt versuchten nun ein Motorflugzeug mit hoher Gleitzahl zu entwickeln, hatten aber noch nicht den erwünschten Erfolg. Erstes Motorflugzeug, das auch als Segelflieger Verwendung fand, war eine eigenstartfähige Konstruktion der Akademischen Fliegergruppe Darmstadt, D 8 „Karl der Grosse“. Hauptentwickler war Karl Plauth.
Im Vereinigten Königreich entwickelte die Firma Abbott-Baynes Sailplanes im Jahre 1935 den Prototyp eines selbststartfähigen Segelflugzeuges mit einfahrbarem Motor und Getriebe, wie sie heute bei modernen Motorseglern noch üblich sind. Es wurden zwei Flugzeuge vom Typ Scud III gebaut.
1938 entstand aus dem Grunau Baby der eigenstartfähige Motorsegler Motor-Baby mit 13,2-kW-Motor und Hauptfahrwerk statt Gleitkufe. Der Motor war hinter dem Pilotensitz angeordnet und trieb einen Druckpropeller an. Der hintere Rumpf war wegen der Luftschraube stark abgeflacht und hatte einen rechteckigen Querschnitt. Mindestens 25 Stück wurden gebaut. Vor dem Zweiten Weltkrieg wurden verschiedene Motorsegler in Deutschland, Polen und England entwickelt.
Nach Einführung der Motorsegler als eigene Klasse fand Anfang August 1959 in Augsburg das erste Motorsegler-Treffen in Deutschland statt. Zu diesen ersten Motorseglern gehörten die einsitzige Scheibe SF 24 Motorspatz, die Raab-Motorkrähe, die Fauvel AV.36 Cm sowie einige Amateurbauten. 1963 hatte der Urahn der zweisitzigen Reisemotorsegler, die Scheibe SF 25a, ihren Erstflug. Er wurde ab 1963 von der Scheibe-Flugzeugbau GmbH entwickelt und gefertigt. Er wurde zu einem der meistgebauten Motorsegler der Welt mit über 2000 gebauten Exemplaren.

## Reisemotorsegler

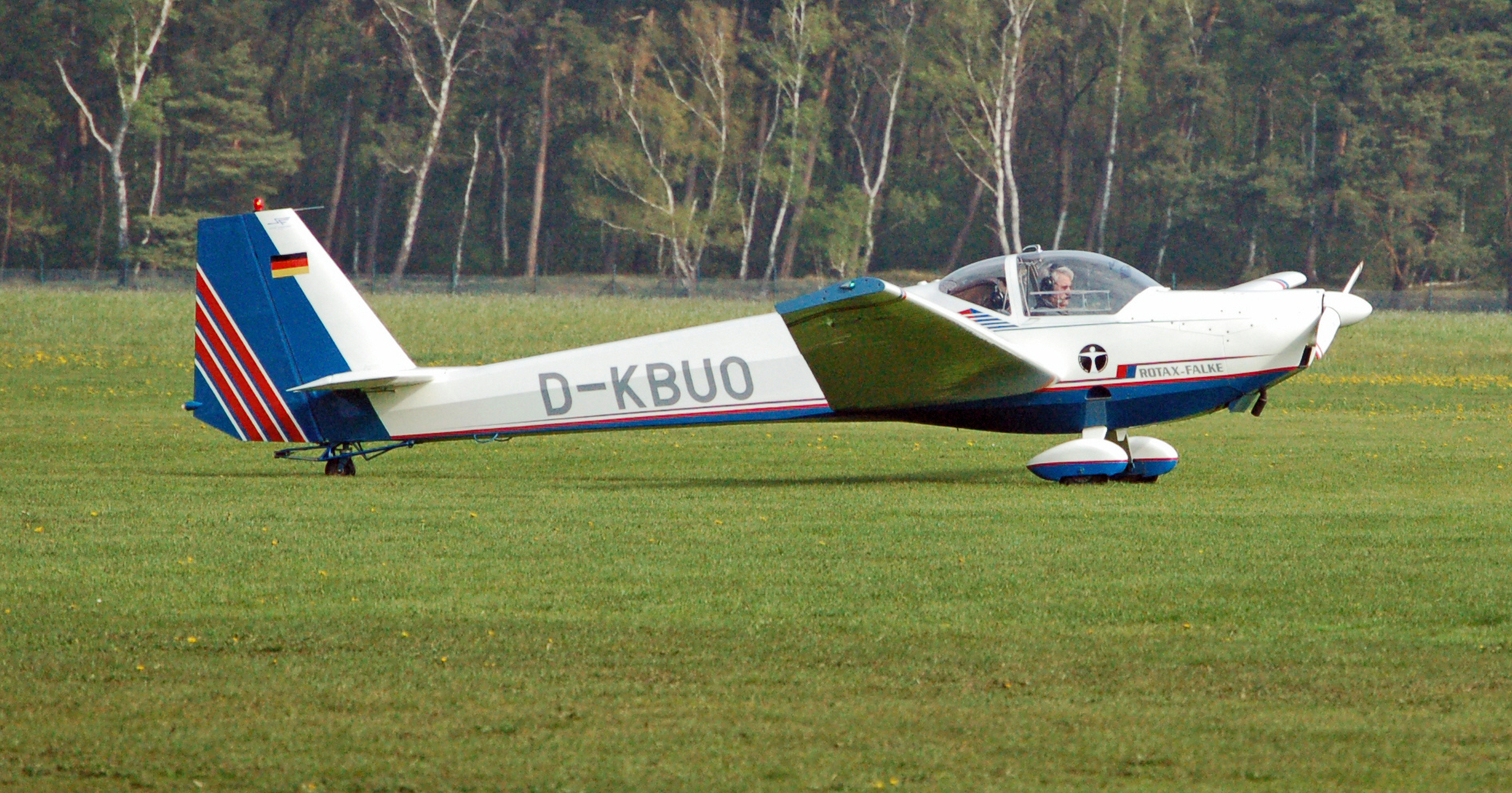
Reisemotorsegler SF 25C

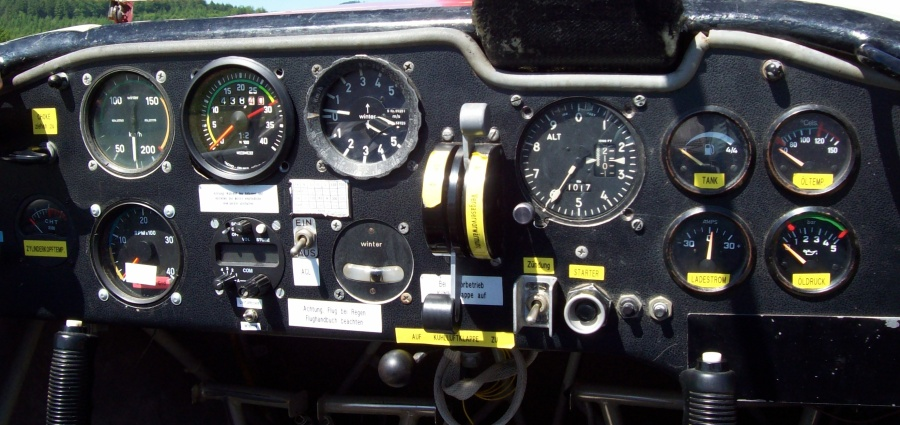
Das Cockpit einer SF 25C

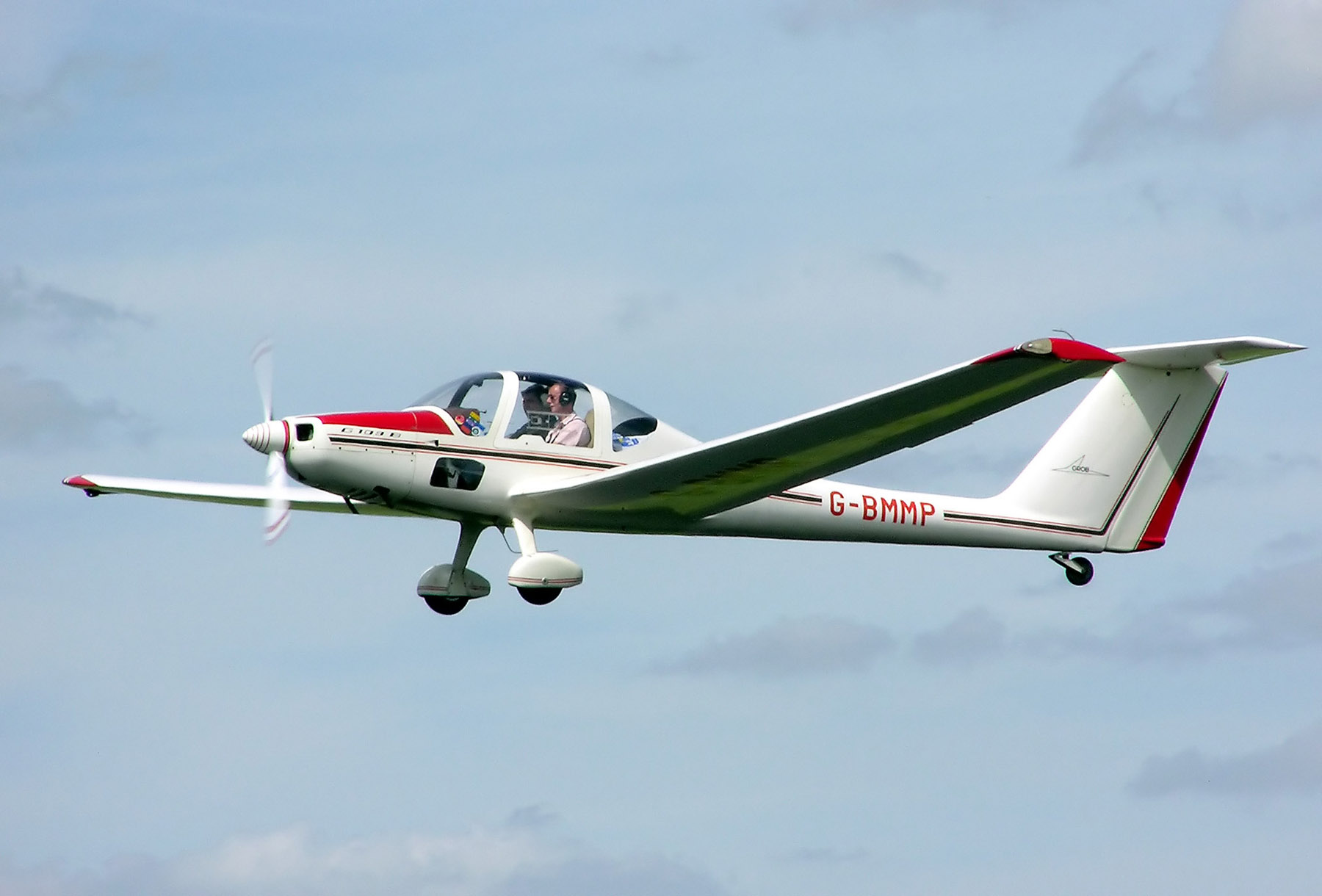
Reisemotorsegler G 109B

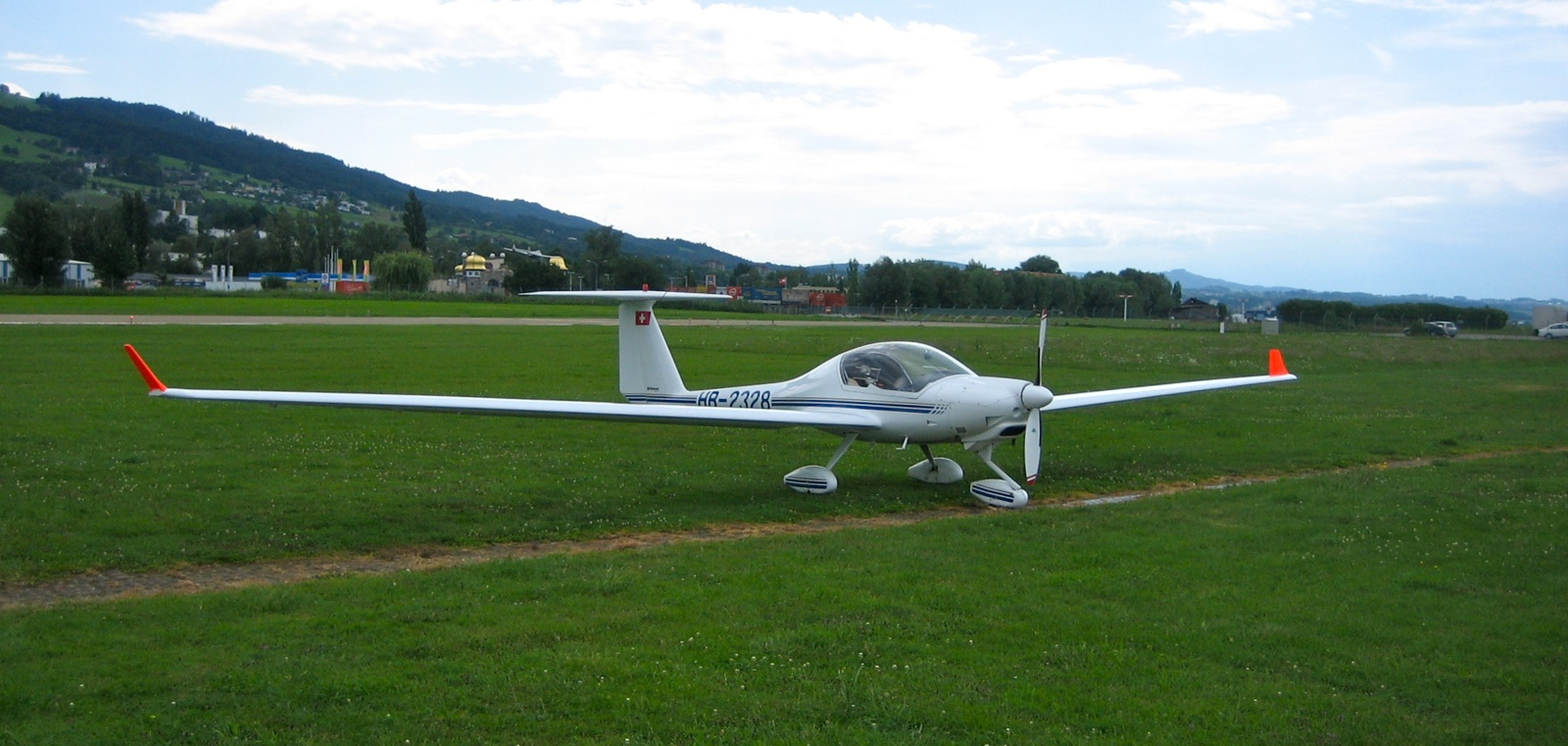
Reisemotorsegler HK 36TTC „Super Dimona“

Reisemotorsegler (englisch Touring Motor Glider, TMG) bezeichnet eine bestimmte Klasse von Motorseglern mit einem fest montierten, nicht einziehbaren Triebwerk und einem nicht versenkbaren Propeller. Ein TMG muss gemäß dem Flughandbuch aus eigener Kraft starten und steigen können. Sie werden überwiegend im Motorflug für Reise- und Schulungsflüge eingesetzt und haben meistens nicht die segelflugzeugtypische Tandemsitzanordnung. Mit einigen Reisemotorseglern können Flugzeugschleppstarts durchgeführt werden. Die maximal zulässige Startmasse ist auf 850 kg beschränkt. Auch dürfen Reisemotorsegler nicht mehr als zwei Sitze haben. Der am weitesten verbreitete Typ in Deutschland ist der SF 25 „Falke“ in verschiedenen Varianten.
Die Gleiteigenschaften sind bei ausgeschaltetem Triebwerk deutlich besser als bei Motorflugzeugen, da die Tragfläche für den Segelflug ausgelegt ist und der Propeller meist in eine widerstandsarme Segelflugstellung gebracht werden kann. Zum Beispiel hat die HK 36 „Super-Dimona“ von Diamond Aircraft ein Gleitverhältnis von 1:28, Motorflugzeuge liegen bei ca. 1:10. Dennoch sind die Reisemotorsegler für den reinen Thermik-Segelflug weniger geeignet, da sie ein höheres Eigensinken als Segelflugzeuge aufweisen und aufgrund ihres höheren Eigengewichtes schlechter steigen.
Der Segelflug stand für Reisemotorsegler aber auch nie im Vordergrund: sie haben sich in den 70er und 80er Jahren in großen Stückzahlen vor allem als preisgünstig zu betreibende Leichtflugzeuge verbreitet, von denen eine echte Segelfähigkeit gar nicht gefordert wurde. Daneben wurden aber in geringen Stückzahlen und mit höherem Bauaufwand auch ordentlich segelnde Muster hergestellt, so die RF 5B „Sperber“ von Sportavia-Pützer und die SF 28 „Tandemfalke“ von Scheibe, wobei deren bessere aerodynamische Qualität auch die Leistung im Motorflug steigert. Neuere Modelle wie die Dimona, aber auch ältere Modelle wie die G 109, für die ein Turbo-Motor mit 130 PS als Aufrüstmöglichkeit angeboten wird, stehen in ihrer Motorflugleistung in keiner Art und Weise hinter „echten“ Motorflugzeugen zurück und können mit Reichweiten von teilweise über 1000 km durchaus auch für längere Reiseflüge eingesetzt werden.
Eine Ausnahmestellung unter den Reisemotorseglern nimmt die Stemme S10 ein: Mit einer Gleitzahl von 50, einer Reisegeschwindigkeit von ca. 220 km/h und einer Reichweite von 1720 km bei 120 Litern Kraftstoff ist sie aktuell der Reisemotorsegler mit den besten Flugleistungen. Diese Konstruktion, der man im Segelflug den Motorsegler nicht ansieht, weist Merkmale auf, die kein anderer Reisemotorsegler in Kombination bietet: Segelflug-Hochleistungszelle mit 23 Meter Spannweite und Wölbklappen, Einziehfahrwerk, versenkbarer Propeller, 4-Takt-Flugmotor für Dauerbetrieb.
Seit den 1990er Jahren übernehmen immer mehr kostengünstige Ultraleichtflugzeuge die Rolle des preisgünstigen Motorflugzeugs. Reisemotorsegler haben aber nach wie vor den großen Vorteil, dass für Inhaber der Segelflugzeugpilotenlizenz keine eigenständige Lizenz erworben werden muss, sondern dass sie mit einer relativ einfach zu erwerbenden Erweiterung zur Segelfluglizenz geflogen werden dürfen. Zudem setzen viele Segelflugvereine Reisemotorsegler zur Ausbildung ein, weshalb die Flugzeuge dort verfügbar sind.
Seit Neuordnung der Pilotenlizenzen durch die Verordnung (EU) Nr. 1178/2011 (EU-FCL) und über die Durchführungsverordnung (EU) 2020/358 wird die Zulassung, Ausbildung und Lizenzierung von Piloten durch die Europäische Union geregelt. Die Berechtigung für Reisemotorsegler kann danach entweder als Klassenberechtigung für die Leichtluftfahrzeug-Pilotenlizenz und Privatpilotenlizenz für Flugzeuge oder als Klassenberechtigung innerhalb der Segelflugzeugpilotenlizenz (SPL) erworben werden.

## Segelflugzeug mit Hilfsmotor

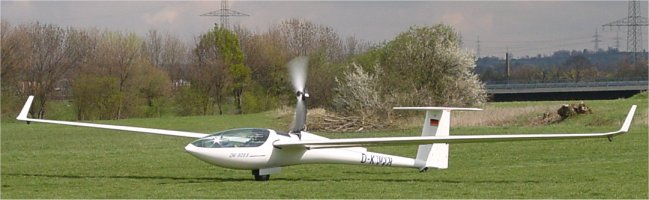
Eigenstartfähiges Segelflugzeug mit Hilfsmotor – DG 808B

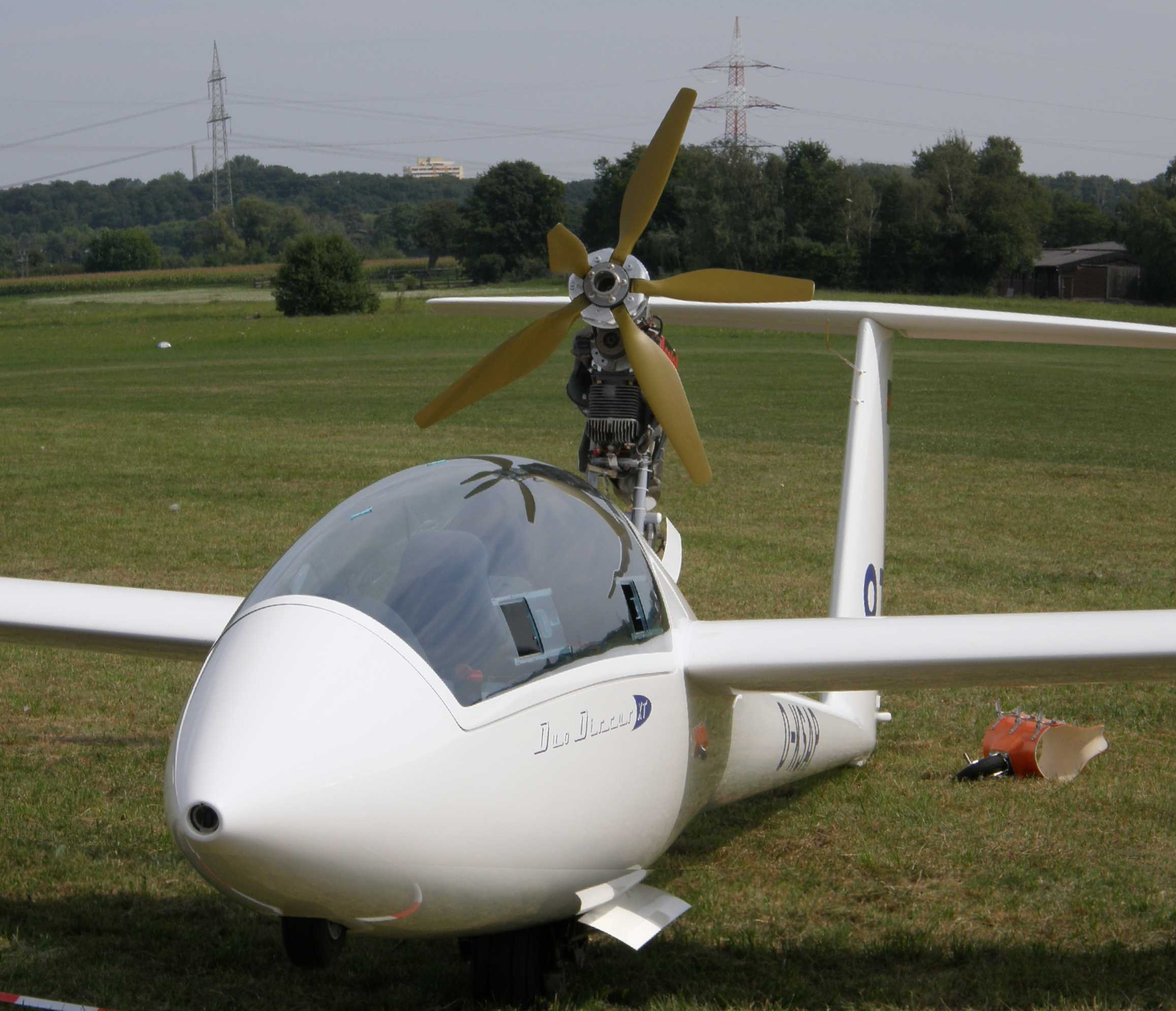
5-blättriger Klapp-Propeller am Duo Discus

Segelflugzeuge mit Hilfsmotor werden überwiegend im Segelflug betrieben. Der Hilfsmotor ist meist ein Klapptriebwerk, das nur zum Motorbetrieb ausgeklappt wird. Er ermöglicht den Weiterflug, wenn der Flug nicht im Segelflug fortgesetzt werden kann und zum Teil den Eigenstart. Wegen des großen Luftwiderstandes des ausgeklappten Triebwerks ergibt sich die beste Reichweite nicht im horizontalen Reiseflug, sondern im so genannten „Sägezahnbetrieb“, d. h. man steigt mit hoher Motorleistung in kurzer Zeit auf 1000 oder 1500 Meter Höhe, klappt den Antrieb ein und gleitet als aerodynamisch vollwertiges Segelflugzeug einige Kilometer bis zum nächsten Motoreinsatz ab.
Die Versionen mit Klapptriebwerk entsprechen bei eingefahrenem Triebwerk einem Segelflugzeug. Aktuelle Segelflugzeuge sind inzwischen fast alle auch in einer Motorseglerversion erhältlich, was allerdings mit erheblichen Aufpreisen verbunden ist. Trotzdem wird heute ein großer Anteil der privat betriebenen Segelflugzeuge motorisiert bestellt, da die Nutzbarkeit enorm steigt und man im Falle eines Eigenstarters nicht mehr zwingend auf den Gruppenbetrieb angewiesen ist.
Nicht eigenstartfähige Motorsegler werden in der Segelflugsportszene auch „Turbos“ genannt. Diese Bezeichnung ist nicht technisch, sondern umgangssprachlich zu verstehen: Zu der Zeit, als die ersten „Turbos“ angeboten wurden, kamen auch die ersten Straßenautos mit Turboladern auf den Markt. Das Wort „turbo“ etablierte sich zu jener Zeit als Synonym zu „super“ oder „etwas mehr“. In diesem Sinn waren die ersten Segelflugzeuge mit Hilfsmotoren eben auch Segelflugzeuge mit „etwas mehr“. Andere Bezeichnungen für diese Motorisierung sind „Flautenschieber“ und „Heimkehrhilfe“.

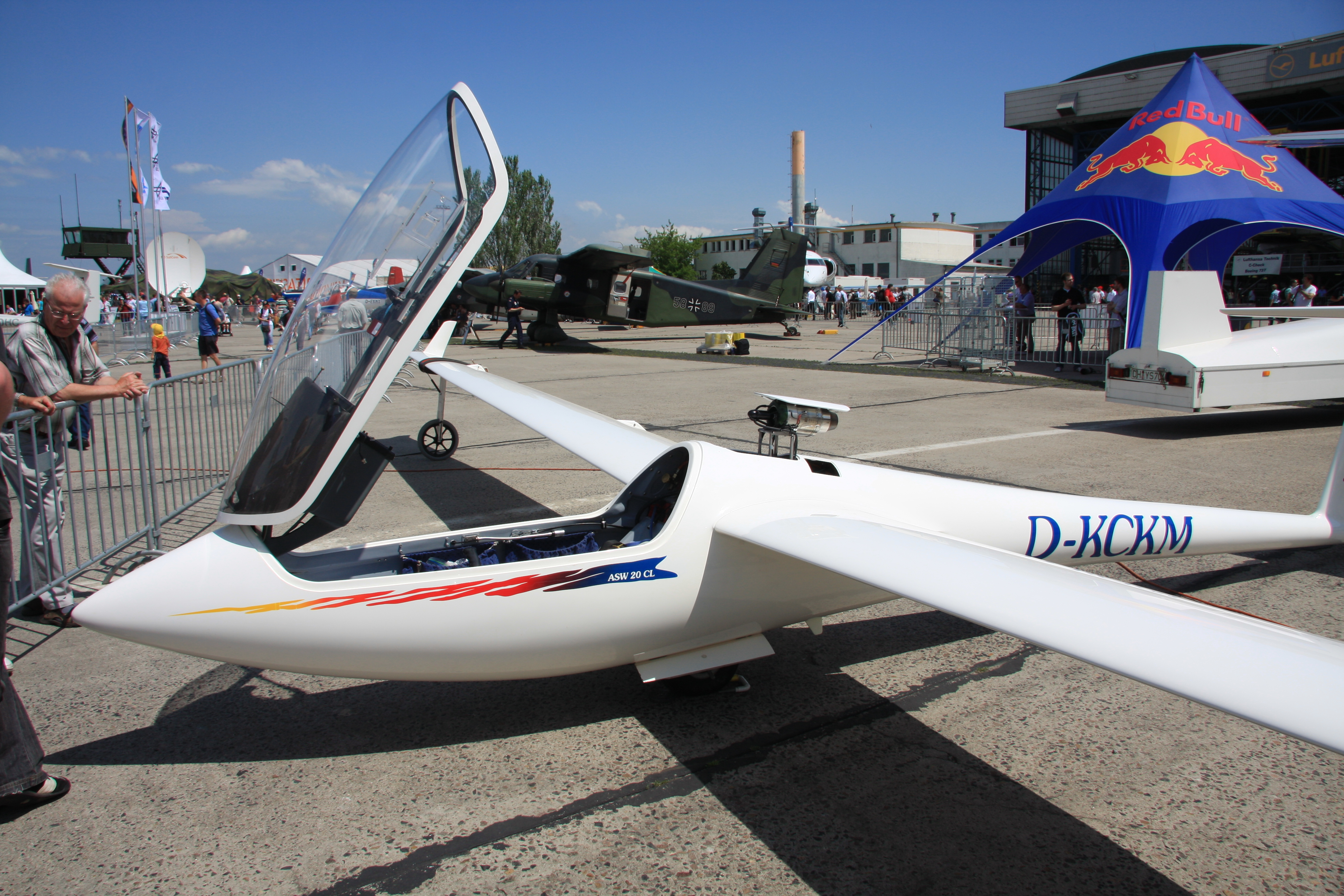
Eine ASW 20 mit einem Strahltriebwerk als Heimkehrhilfe

Der Motor dieser Flugzeuge eignet sich nicht zum Starten, sondern stellt nur eine Hilfe zum Weiterflug dar. Viele von ihnen verfügen über keinen Anlasser; deren Motor lässt sich durch den Fahrtwind starten. Ein spezielles Beispiel dieser Kategorie ist das Raumflugzeug SpaceShipOne, das den Ansari X-Prize gewonnen hat: es ist als nicht-eigenstartfähiges Segelflugzeug mit Hilfsmotor zugelassen.
Neuere Entwicklungen verwenden auch kleine, leistungsstarke Strahltriebwerke, die im Vergleich zu herkömmlichen Antrieben wesentlich leichter sind. Ein weiterer, aktueller Trend ist die Nutzung von Elektromotoren und leistungsfähigen Akkumulatoren, wie z. B. bei der Antares 20E oder der Schempp-Hirth Arcus E.
Segelflugzeuge mit Hilfsmotor dürfen in Deutschland nach spezieller Einweisung mit der normalen Segelfluglizenz geflogen und auch in der Luft im Motormodus verwendet werden. Nur für den Start mit Motor ist der Eintrag „Startart Eigenstart“ im Segelflugschein erforderlich. Der alte, nationale Privatpilotenschein der Klasse B (Motorseglerschein), der für alle Arten von Motorsegelflugzeugen galt, wird in Deutschland seit dem 1. Mai 2003 im Zuge der Umstellung auf die europäischen Fluglizenzen nicht mehr ausgestellt.

## Ultraleichte „Motorsegler“

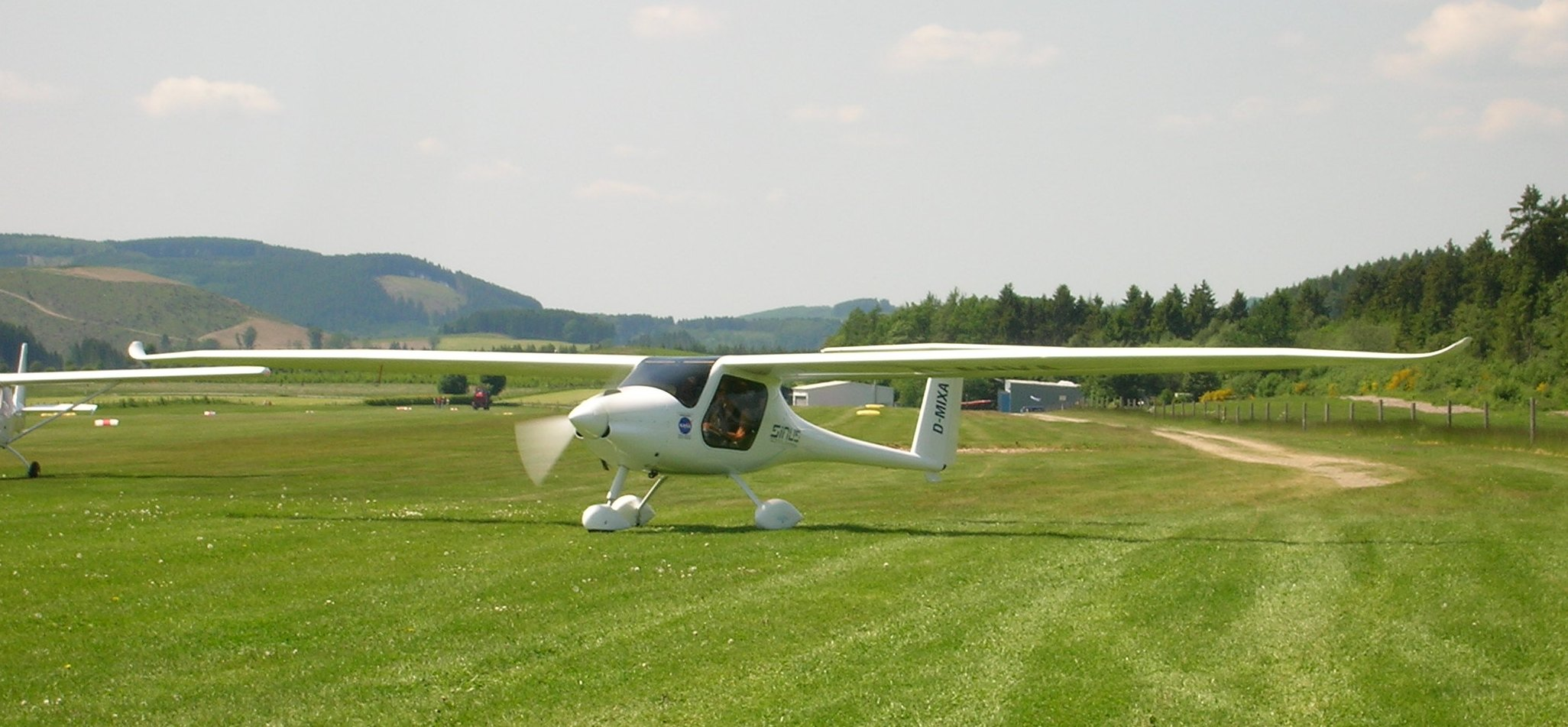
Ultraleicht-Reisemotorsegler Pipistrel Sinus

Hierzu zählen Ultraleichtflugzeuge, denen die Betriebsarten Motorflug und Segelflug möglich sind. Ähnlich wie bei Motersegeln gibt es beim Ultraleichtflug Luftsportgeräte, die in Leistung und Erscheinungsbild klassischen Reisemotorseglern sehr nahekommen z. B. Pipistrel Sinus und Ultraleicht-Segelflugzeuge mit Hilfsmotor, z. B. Banjo. Seit einigen Jahren werden auch Motorsegler als Leichte Luftsportgeräte verkauft, z. B. Gramex Song 120, die keine Verkehrszulassung benötigen. Luftrechtlich sind diese Luftfahrzeuge keine Motorsegler, sondern Luftsportgeräte.

## Rechtliches (Außenlandung)
Nach § 25 LuftVG in Verbindung mit § 18 LuftVO dürfen nur Segelflugzeuge, Motorsegler (außer Reisemotorsegler), Hängegleiter und Gleitsegler sowie bemannte Freiballone ohne Erlaubnis eine Außenlandung durchführen, sofern der Ort der Landung nicht vorausbestimmbar ist.